# Accademia dei Floridi
L'Accademia dei Floridi est une des plus importantes académies de musique italienne du XVIIe siècle. Elle a été fondée en 1615 par Adriano Banchieri (compositeur, théoricien de la musique et organiste italien) à Bologne, au monastère San Michele in Bosco. Elle fut fondée dans le but de promouvoir les activités musicales et de sensibiliser les membres à la théorie et la pratique de la musique. Elle a été transformée en 1622 en Académie des Filomusi (logée dans la maison de Girolamo Giacobbi, compositeur italien, 1567-1629). Les principaux membres furent Claudio Monteverdi (compositeur italien, 1567-1643) et Tarquinio Merula (compositeur et organiste italien, 1595-1665). En 1633, naît l'Académie des Filaschisi, active jusqu'en 1666.